# Pablo Escobar
Pablo Emilio Escobar Gaviria (zvaný také „El Doctor“, „El Patrón“ nebo „Don Pablo“, 1. prosince 1949 Rionegro v Kolumbii – 2. prosince 1993 Medellín) byl největším kolumbijským narkobaronem. Nashromáždil takové bohatství, že jej v roce 1989 zařadil časopis Forbes na osmé místo v žebříčku nejbohatších lidí planety. Jeho majetek byl odhadován na více než 30 miliard dolarů.
Součástí jeho organizace byli jeho bratr Roberto „El Osito“ Escobar Gaviria a bratranec Gustavo „El León“ Gaviria Rivero.

## Pozadí
Mládí Pabla Escobara bylo formováno atmosférou násilí, která byla i jednou z příčin jeho bezohlednosti. Tato atmosféra měla původ ve společenských poměrech v Kolumbii v době Escobarova narození, kdy mocenská elita skládající se z několika rodin vlastnila 97 % kolumbijské půdy a surovin včetně dolů, ropných vrtů, kávových a banánových plantáží, kdežto velká část kolumbijské populace byla chudá. V roce 1948 byl zastřelen liberální prezidentský kandidát a reformátor Jorge Eliécer Gaitán. To vedlo k takzvanému El Bogotázo, lidovému povstání, které eskalovalo v občanskou válku mezi stoupenci liberálních a konzervativních stran označovanou La Violencia.

## Život

### Mládí
Pablo Emilio Escobar Gaviria se narodil v Rionegru jako třetí ze sedmi dětí farmáře Abela de Jesús Escobara a učitelky Hermildy de los Dolores Gaviriové Berríové, pocházel tedy ze střední venkovské třídy. Rionegro bývalo dějištěm násilných střetů mezi jednotkami liberální armády a partyzány z hor a rodina se přestěhovala do Envigada, kde se Pablo Escobar připojil k nihilistickému mládežnickému hnutí Nadaísmo. Ve 13 letech začal kouřit marihuanu a v roce 1966 předčasně opustil školu. Konzumoval množství nealkoholických nápojů, pizzy a jiného rychlého občerstvení, což vedlo k obezitě. V Medellínu se seznámil s místními bossy podsvětí, připojil se ke gangu pašeráků marihuany a účastnil se pouličních loupeží. Obchodoval také s pašovanými cigaretami Marlboro.
Ve věku 20 let začal krást auta, pak přešel se svým gangem k únosům bohatých občanů. V roce 1971 unesli průmyslníka Diega Echavarríu a po obdržení výkupného ho uškrtili. Únos Escobara v podsvětí proslavil, vysloužil si jím přezdívku „El Doctor“.
Escobar upoutal pozornost kolumbijské bezpečnostní služby (DAS), která ho v květnu 1976 zatkla po jeho návratu z obchodu s drogami v Ekvádoru. Agenti DAS našli 39kg kokainu v náhradní pneumatice Escobarova auta. Escobarovi se podařilo v první žalobě změnit soudce, takže byl i se spoluvězni propuštěn. Následujcí rok nechal Escobar zavraždit agenta DAS, který ho zatýkal. Od této chvíle se Escobar řídil heslem „plata o plomo“ (stříbro nebo olovo).
V polovině 70. let byl obchod s marihuanou nahrazen kokainem. Escobar patřil k průkopníkům tohoto obchodování a v 70. letech vybudoval obrovskou drogovou říši – údajně vydělával až 1,5 milionu dolarů denně.
V začátcích obchodoval s dodavateli kokové pasty z Peru a Bolívie. Převážně měl vazby na bolivijského narkobarona Roberta Suáreze Gómeze (zvaného Král kokainu, který ovládal tzv. kartel La Corporatión). Ten zpracoval koku v laboratořích a přeměnil jí na kokainovou pastu, kterou následně prodával Medellínskému kartelu v hodnotě 9000 dolarů za kilogram. Pablo Escobar následně transportoval pastu do Kolumbie, kde jí ve svých laboratořích přeměnil na kokain, který v USA prodával v hodnotě 30 000 až 50 000 dolarů za kilogram.
V roce 1976 se Escobar oženil s 15letou Victorií Eugenií Henaovou Vallejovou, s níž měl děti Juana Pabla (* 1977, působí jako architekt pod jménem Juan Sebastián Marroquín Santos) a dceru Manuelu (* 1985).

### Medellínský kartel
Medellínský kartel byl tvořen mnoha obchodníky s drogami a pouličními gangy. Mezi zakladatele kartelu patřili obchodníci jako: Pablo Escobar, Gustavo Gaviria, Jorge Ochoa Vásquez, Fabio Ochoa Vásquez, Juan Ochoa Vásquez, José Rodríguez Gacha, Carlos Lehder.
Calijský kartel byl vytvořen též mnoha obchodníky, mezi něž patřili kupříkladu Gilberto Rodríguez Orejuela, Miguel Rodríguez Orejuela, José Santacruz Londoño a Hélmer Herrera. Když se kartel z Cali rozpadl, na výsluní se dostal kartel Norte del Valle.
Escobarovo bohatství začalo narůstat, když jeho společník a spoluzakladatel kartelu Carlos Lehder koupil ostrov Norman's Cay na Bahamách. Lehder z něj udělal dokonalé překladiště kokainu pro všechny obchodníky s drogami, kteří potřebovali doplnit palivo na cestě do USA. Účtoval si obrovské sumy za možnost přistát a natankovat na jeho ostrově, a to kolikrát i v samotném zboží. Nashromáždil tím jmění v hodnotě 2 miliard dolarů. Později začal být Lehder paranoidní a shromažďoval okolo sebe armádu. Nakonec Medellínský kartel se souhlasem Pabla Escobara předhodil Lehdera DEA. Ten byl nakonec v roce 1987 zatčen a vydán do USA, kde si odpykával doživotní trest. Nakonec byl ve věku 70 let v roce 2020 propuštěn a žije nyní na svobodě.
Medelínský kartel utrpěl citelnou ránu, když kolumbijská národní police a DEA zničila jejich největší laboratoř na výrobu kokainu v Kolumbii. Postavil jí a provozoval jeden z vůdců kartelu José Gonzalo Rodríguez Gacha. Sledovací zařízení, které DEA umístila na sudy s éterem, který je nezbytnou chemickou surovinou k výrobě kokainu, dovedlo 10. března 1984 kolumbijskou národní policii a DEA do Tranquilandie, obrovské laboratoře uprostřed džungle v departementu Caquetá. Laboratoř obsahovala 19 komplexů, ubytování pro stovky zaměstnanců a jídelnu. Policie a DEA následně zlikvidovala 13,8 tun kokainu, které zde bylo uskladněno v hodnotě 1,2 miliardy USD.
Drogový boss José Gonzalo Rodríguez Gacha se ukrýval v Cartageně chráněný 25 bodyguardy. Tuto zprávu předal Jorge Velásquez „El Navegante“ kolumbijské armádě a DEA. Velásquez, který pracoval pro Gachu jako zabiják, byl naverbován konkurenčním kartelem z Cali a vyzradil polohu svého šéfa úřadům. 15 prosince 1989 dvaadvacet elitních policistů a dva vojenské vrtulníky zaútočilo na ranč, kde se ukrýval drogový boss. Všichni bodyguardi byli zabiti včetně jeho syna Freddy Gonzalo Gacha. Následně byl Gacha zabit při přestřelce s vojenským vrtulníkem, když byl na útěku v červeném kamionu.
Během 80. let 20. století Escobarova drogová síť proslula i na mezinárodním poli. V roce 1981 Escobar zřídil soukromou domobranu Muerte a los Secuestradores (MAS, Smrt únoscům), jejíž založení podepsalo 223 obchodníků s drogami. Se vznikem MAS je údajně spojeno založení takzvaného Medellínského kartelu, který kontroloval většinu drog mířících do Mexika, Portorika a Dominikánské republiky. Kokain většinou pocházel z Peru a Bolívie, neboť koka z Kolumbie v té době nebyla dostatečně kvalitní. Escobarův produkt se rychle rozšířil do Jižní i Severní Ameriky a pravděpodobně vznikla drogová síť i v Asii. Samotné město Medellín bylo známé jako „město samopalů“.
V roce 1982 byl Escobar zvolen za stranu Partido Liberal Colombiano členem poslanecké sněmovny kolumbijského kongresu. Když byl veřejně obviněn z obchodování s drogami, musel odstoupit. Díky své finanční síle a konexím si dokázal i nadále zajistit velký vliv – uplácel státní úředníky, soudce a politiky. Nepohodlné společníky často sám odstranil. Pro Kolumbii těchto let byla příznačná korupce, zastrašování, únosy a vydírání. Escobar používal efektivní strategii a řídil se úslovím „plata o plomo“ (ze španělštiny: stříbro, nebo olovo – úplatek, nebo smrt). Během volební kampaně nechal zavraždit tři kandidáty na kolumbijského prezidenta. Byl zodpovědný za bombový útok na palubě letu Avianca 203 směřujícího roku 1989 z Bogoty do Cali, při kterém zahynulo 104 lidí. Na palubě se měl nacházet i prezidentský kandidát César Gaviria Trujillo, který ale nakonec do letadla nenastoupil. Téhož roku měl na svědomí i bombu umístěnou uvnitř budovy bezpečnostních složek v Bogotě. Pravděpodobně byl i za útokem na Kolumbijský nejvyšší soud v roce 1985, který vedly levicové guerilly M19. Výsledkem útoku bylo 94 mrtvých soudců nejvyššího soudu a 11 dalších nezvěstných osob.
Medellínský kartel od konce 80. let soupeřil s Calijským kartelem, s nímž původně spolupracoval. Na vrcholu moci kontroloval Medellínský kartel zhruba 80 procent obchodu s kokainem. Disponoval rozsáhlou flotilou lodí, letadel a drahých aut, měl také pod kontrolou rozsáhlá území. Odhaduje se, že na vrcholu moci dosahovaly roční příjmy Medellínského kartelu kolem 23 miliard dolarů.
Kvůli ohromnému množství drog, které se mu dařilo pašovat přes Bahamy do USA, se z něj stal nepřítel Spojených států i kolumbijské vlády. Naproti tomu v Medellínu byl považován za hrdinu. Měl velmi dobré vztahy s kolumbijským chudým obyvatelstvem. Po celý život byl sportovním fanouškem a sponzoroval malé fotbalové kluby ve městě. Jeho „filantropické úsilí“ vedlo k přezdívce „Robin Hood“; on sám ovšem žil v luxusu. Obyvatelé Medellínu často Escobarovi pomáhali – sloužili mu jako ochranka, kryli ho před úřady a byli ochotni pro něj udělat cokoliv.
V listopadu 1985 ultralevicová komunistická skupina ozbrojenců M-19 vtrhla do justičního paláce v Bogotě a násilně obsadila kolumbijský nejvyšší soud. Zajala více než 100 pracovníků soudu a vznesla spousty požadavků. O několik hodin později zasáhla kolumbijská armáda a strhla se krvavá jatka. Zabito bylo 43 civilistů, několik vojáků kolumbijské armády a většina členů M-19. Skupina M-19 během obléhání zavraždila 11 soudců a způsobila požár při kterém shořelo nespočet dokumentů obsahujících důkazy o trestné činnosti představitelů Medellínského kartelu. Justiční palác byl také značně poškozen při střetu M-19 s armádou. Věří se, že za útokem vlastně stál narkobaron Pablo Escobar, neexistují však pro to důkazy.
M-19 byla polovojenská komunistická organizace, která se v 1980 zaměřila na kolumbijské miliardáře a narkobarony, které bylo zvykem unést a požadovat výkupné. V roce 1981 unesla skupina sestru bratrů Ochoových, vůdců Medellínského kartelu, a i Carlose Lehdera, kterému se podařilo únoscům uprchnout. Koncem roku 1981 a začátkem roku 1982 se v sérii setkání v Puerto Boyacá sešli členové Medellínského kartelu, Calijského kartelu, kolumbijská armáda, americká korporace Texas Petroleum, kolumbijští zákonodárci, malí průmyslníci a bohatí chovatelé dobytka a založili polovojenskou organizaci známou jako Muerte a Secuestradores („Smrt únoscům“, MAS) na ochranu svých ekonomických zájmů a na ochranu místních elit před únosy a vydíráním. Kolumbijské ministerstvo vnitra do roku 1983 zaregistrovalo 240 politických vražd provedených eskadrami smrti MAS, většinou vedoucích komunit, volených úředníků a zemědělců. MAS zahájilo brutální odvetu za únosy a to vyústilo v krvavou lázeň, kde nechávali za sebou mrtvá zohavená těla členů M-19 pověšená ze stromů. Nakonec vůdce M-19 Iván Marino Ospina vyzvedal Pabla Escobara, aby se vzdal a zabránil tak dalšímu zabíjení jeho lidí. Ívan pravděpodobně čekal, že bude také zabit, ale Escobar ušetřil jeho život s tím, že M-19 bude spolupracovat s kartelem. Escobar ušetřil jeho život proto, aby jednou využil skupinu pro své vlastní zájmy, Ívan tak splatil dluh za ušetřený život, když se skupinou M-19 zaútočil na justiční palác.
27 listopadu 1989 explodovalo letadlo Boeing 727 společnosti Avianca při letu z Bogoty do Cali. Pablo Escobar chtěl zabít prezidentského kandidáta, který měl tímto letadlem cestovat. Poslal jednoho ze svých lidí, Dandenyho Muñoze Mosqueru, který předal zařízení dalšímu muži, který měl za to, že má na palubě letadla odposlouchávat rozhovor dvou mužů. Jenže netušil, že diktafon, který má použít, je ve skutečnosti bomba a on je sebevražedný atentátník. Atentát se Escobarovi nezdařil, protože prezidentský kandidát na poslední chvíli let zrušil kvůli obavě z atentátu. Díky tomuto činu se Pablo Escobar zapsal do dějin jako narkoterorista.

### Život ve „vězení“
Escobar se nejvíce obával vydání do Spojených států, s nimiž měla Kolumbie formálně uzavřenou smlouvu o extradici. Na konci 80. let údajně nabídl splatit dluh své země ve výši 10 miliard dolarů, pokud by ho vláda osvobodila od jakékoli smlouvy o vydávání. Aby zabránil možnému vydání nebo odstranění znepřátelenými kartely, vyhlásil v roce 1991 konec násilí, vzdal se místní vládě a nechal se zavřít do luxusního vězení La Catedral, které si mohl sám nechat postavit. S kolumbijskou vládou uzavřel dohodu, že zde bude pobývat pět let a vláda ho za to do Spojených států nevydá. Skutečné vězení to ovšem nebylo, Escobar měl relativní volnost a často byl viděn v Medellínu při nákupech nebo na fotbalových utkáních. Poté, co byly v místních mediích zveřejněny fotografie jeho opulentního vězení a vyšlo najevo, že nechal zabít několik obchodníků, kteří k němu přijeli na schůzku, se veřejné mínění k Escobarovi definitivně obrátilo zády. V červenci 1992 se vláda pokusila Escobara přemístit do běžného vězení a hrozilo mu vydání do Spojených států, ale Escobarovi se podařilo uprchnout.

### Útěk a smrt - LOS PEPES
Los Pepes byla polovojenská skupina složená z nepřátel Pabla Escobara. V roce 1993 vedli malou válku proti Medelínskému kartelu, která skončila po smrti Escobara. Skupinu vedli bratři Carlos, Fidel a Vincente Castaňo a Diego Murillo Bejarano "Don Berna".  Financoval je konkurenční kartel Cali, především jeden ze čtyř vůdců kartelu drogový boss Hélmer "Pacho" Herrera. Los Pepes měl vazby na kolumbijskou národní policii, s níž si vyměňovali informace, aby provedli své aktivity proti Escobarovi. Vzhledem k tomu, že  hlavním cílem Los Pepes bylo zavraždit Escobara, na rozdíl od kolumbijské policie a úřadů jednali radikálně. Především šlo o zabíjení a mučení každého, kdo měl s Escobarem něco společného, jako jsou jeho strážci, účetní a právníci i přátelé a rodina. Také měli na svědomí zničení dvou haciend, které patřily Hermildě Gavirii, Escobarově matce.    
Válka proti Escobarovi skončila 2. prosince roku 1993, kdy se díky technologiím dodaným Spojenými státy podařilo kolumbijským technikům Escobara vypátrat v jedné z medellínských čtvrtí. Když se snažil uniknout, došlo k přestřelce, při které byl zahnán na střechu. Byl zasažen do zad a do nohy, usmrtila ho však střela za ucho, údajně vystřelená členem kolumbijské policie. Podle jiné verze Pabla Escobara zastřelil ostřelovač z Delta Force a podle další verze spáchal sebevraždu. Přátelům se údajně svěřil, že …než padnout do rukou spravedlnosti, radši se sám střelí přímo za ucho.
Po Escobarově smrti se Medellínský kartel rozpadl a brzy začal obchodu s kokainem dominovat Calijský kartel. Jeho vůdci byli v polovině 90. let také zabiti nebo chyceni.
Pablo Escobar byl zodpovědný za zabití více než 5000 lidí včetně 200 soudců, tisícovky policistů, tří prezidentských kandidátů a několika novinářů.

## Hroši v haciendě Napoles
Escobar byl majitelem množství nemovitostí, jimž vévodila luxusní hacienda Napoles na pozemku o rozloze 20 kilometrů čtverečních. Vybudoval v ní mimo jiné zábavní park a soukromou zoologickou zahradu. V zoo se dvěma sty zaměstnanců choval pro zábavu zebry, žirafy, hrochy, lvy, velbloudy, tygry a jiné živočichy.
Po Escobarově smrti byla hacienda zabavena a zvířata rozvezena do zoologických zahrad po celé zemi. Ovšem hroši kvůli složitému stěhování (danému jejich hmotností a silou) zůstali na pozemku a byli ponecháni svému osudu. Hroch obojživelný má domov v Africe a ve svém přirozeném prostředí se množí přibližně jednou za čtyři roky a jen tehdy, neudeří-li sucho. Ovšem 250 km severozápadně od Bogoty v departementu Antioquia, kde hacienda leží, sucha nejsou a hroši se přemnožili. Jsou invazním druhem a ekologickou hrozbou. Ze čtyř hrochů se za 30 let populace rozrostla přibližně na 100 jedinců. Někteří přirozeně haciendu a nejbližší okolí opouštějí; stádo bylo například zaznamenáno v řece 40 km od haciendy. Vědci spočítali, že by se populace mohla do roku 2034 rozrůst na 1400 jedinců, pokud ovšem ročně vykastrují 30 zvířat. Situaci komplikuje fakt, že Kolumbijci si hrochy oblíbili.

## Filmová a televizní zpracování
Život Pabla Ecsobara se stal námětem několika filmových a televizních zpracování:
- Escobar: Paradise Lost (francouzsko-španělsko-belgický film, 2014)[7]
- Narcos (americký televizní seriál, 2015–2017, 3 série po 10 epizodách)[8]
- Loving Pablo (v některých zemích jako Escobar) (španělsko-bulharský film, 2017)[9]